# Гудсон-Ганья
Гу́дсон-Га́нья (англ. Goodson Ganya) — традиційна громада у складі дистрикту Нтчеу Центрального регіону Малаві.
Населення — 143536 осіб (2018).